# Jean Cailleteau
Pour les articles homonymes, voir Cailleteau.
Jean Cailleteau dit « Lassurance » est un architecte français du XVIIIe siècle né en 1690 et mort en 1755.
Il est parfois appelé « Lassurance le jeune », pour le distinguer de son père, Pierre Cailleteau dit « Lassurance » (1655-1724).

## Biographie
Jean Lassurance est issu d'une famille d'architectes, il acheva ses études à Rome, ville dans laquelle il vint en 1712. Il rentre à Paris en 1718, fut admis à l'Académie royale d'architecture dès 1723 et devint contrôleur du château de Marly après la mort de son père en 1724.
Architecte attitré de Mme de Pompadour, sa carrière connaît son apogée entre l'arrivée de celle-ci à la Cour en 1745 et sa propre mort en 1755. Il jouit alors d'un statut privilégié. L'oncle de la favorite, Le Normant de Tournehem, directeur général des Bâtiments du Roi depuis 1745, traite directement avec lui sans en référer au Premier architecte du Roi, Ange-Jacques Gabriel. Pour faciliter les choses pour les uns et pour les autres, Louis XV imagina d'anoblir Lassurance, par lettres de noblesse d'octobre 1750, et de l'autoriser à monter dans les carrosses du Roi.  
L'un de ses premiers chantiers fut l'embellissement du château de Crécy, à proximité de Dreux, que Louis XV avait offert à sa maîtresse. Lassurance fit reprendre le logis en sous-œuvre et édifier deux ailes neuves du côté de l'entrée. Il ne reste rien du château, mais le retable de l'église Saint-Éloi, dans le village d'Aunay-sous-Crécy, peut être attribué à l'architecte.
Toujours pour Madame de Pompadour, il travaille ensuite à l'hôtel d'Évreux, et construit le château de Bellevue à Meudon (1759-1760), en collaboration avec Jean-Charles Garnier d'Isle pour les jardins. Il dessine également son hôtel à Versailles (hôtel des Réservoirs, 1752). En 1749, il réalise, en collaboration avec Louis-François Thourou de Moranzel et Jean-Charles Garnier de l'Isle, l'Ermitage de Pompadour, à Fontainebleau. Il a également édifié, en 1753, le pavillon et l'orangerie de l'Ermitage de Pompadour, au lieu-dit "Les Quinconces", prélevé par Louis XV sur l'emprise du parc du château de Versailles.
Il fut également employé par Mme de Brissac à Mousseaux-sur-Seine et par le duc de Luynes à Dampierre, où il bâtit le pavillon dans l'île de l'étang.
Dans ses preuves de noblesse, il est indiqué : "Le mérite et les talens dont il a donné des marques à Sa Majesté dans l'art de l'Architecture, l'ont fait juger digne des témoignages de sa satisfaction, et de son estime ; et les services de Pierre Cailleteaux de Lassurance son père, sembloient devoir préparer son fils aux preuves qu'Elle veut lui donner de son affection, qu'il a continué de mériter de plus en plus par ses services, en imitant ceux de son père, Architecte et Controlleur de ses Batimens au Département de St Germain en Laye, qui a servi pendant plus de 50 années en cette qualité ; ledit Sr de Lassurance son fils, luy ayant succédé dans ce même Département en 1724. Sa Majesté le plaça à Marly en 1737, en qualité de Controlleur de ses Bâtimens, et le nomma son Architecte ordinaire après le déces du Sr de Cotte, Controlleur des Batimens de son Château de Fontainebleau, et son Architecte ordinaire. Plus de 40 années de service de la part dudit Sr de Lassurance, son zèle, son assiduité, son désintéressement dans toutes les opérations qu'Elle luy a confiées, et sa capacité reconnue, l'ont déterminé à luy accorder (...) des preuves de sa satisfaction, qui puissent exciter dans son Royaume l'émulation qu'Elle désire y entretenir pour faire fleurir les beaux arts".
Il meurt en 1755, en pleine gloire, âgé de 65 ans. Son inventaire après décès, dressé le 15 septembre 1755 à la requête de son frère, Pierre-Philippe Cailleteau de Lassurance , le mentionne comme "architecte ordinaire du Roi, contrôleur des bâtiments du Roi à Marly".

## Principales réalisations
- Création du château de Bellevue[6] (Meudon).
- Travaux au château de Crécy.
- Travaux à l'Hôtel d'Evreux (actuel palais de l'Elysée)
- Hôtel des Réservoirs (Versailles)
- Travaux à Mousseaux-sur-Seine
- Travaux au château de Dampierre
- Hôtel de Roquelaure[1]
- Ermitage de Pompadour